# B.B. Comer
Braxton Bragg Comer, född 7 november 1848 i Barbour County, Alabama, död 15 augusti 1927 i Birmingham, Alabama, var en amerikansk politiker (demokrat). Han var den 33:e guvernören i delstaten Alabama 1907-1911. Han representerade Alabama i USA:s senat från mars till november 1920.
Comer studerade vid University of Alabama, University of Georgia och Emory and Henry College. Han gifte sig 1872 med Eva Jane Harris och var verksam som plantageägare i Barbour County. Han flyttade 1885 med familjen till Anniston men hade kvar sina ägor i Barbour County. B.B. och Eva Jane Comer fick åtta barn. Hustrun Eva Jane avled 1920. Comer var verksam som bankman och som verkställande direktör för Birmingham Corn and Flour Mills samt Avondale Cotton Mills.
Comer efterträdde 1907 William D. Jelks som guvernör. Under Comers tid satsade man på hårt på utbyggnaden av skolnätet i rurala Alabama. Läskunnigheten i Alabama ökade dramatiskt men inte alls lika markant bland svarta invånare, eftersom reformerna gynnade vita skolor. Comer satsade också stort på högskolor och hyllades därför som progressiv. Han var ändå relativt konservativ och han gick inte i bräschen emot barnarbete som var en av den progressiva rörelsens hjärtefrågor. Han var själv som företagsledare med om att utnyttja barnarbetskraft. Som guvernör godkände han till sist en kompromiss som innebar att skyddslagstiftningen blev svagare än vad motståndarna till barnarbete skulle ha föredragit. Comers popularitet minskade då han tog ställning för alkoholförbud. Han efterträddes 1911 som guvernör av Emmet O'Neal.
Senator John H. Bankhead avled 1920 i ämbetet och efterträddes av Comer fram till fyllnadsvalet senare samma år. James Thomas Heflin vann fyllnadsvalet och efterträdde Comer som senator.
Comers grav finns på Elmwood Cemetery i Birmingham.